# Baron-sur-Odon
Baron-sur-Odon ist eine französische Gemeinde mit 1.104 Einwohnern (Stand: 1. Januar 2022) im Département Calvados in der Region Normandie. Sie gehört zum Arrondissement Caen und zum Kanton Évrecy. Die Einwohner werden als Baronnais oder Baronnaises bezeichnet.

## Geografie
Baron-sur-Odon liegt in der Ebene von Caen und ist etwa 4 km von Caen selbst entfernt. Umgeben wird die Gemeinde von Mouen im Norden, Fontaine-Étoupefour im Nordosten, Maltot im Osten, Vieux im Südosten, Esquay-Notre-Dame im Süden, Évrecy im Südwesten, Gavrus im Westen sowie Tourville-sur-Odon in nordwestlicher Richtung.

## Bevölkerungsentwicklung
| Jahr                             | 1793 | 1836 | 1876 | 1926 | 1946 | 1968 | 1990 | 2010 | 2016 |
| Einwohner                        | 450  | 497  | 396  | 193  | 195  | 313  | 616  | 842  | 917  |
| Quelle: Cassini, EHESS und INSEE |      |      |      |      |      |      |      |      |      |

## Gemeindepartnerschaften
Baron-sur-Odon unterhält seit 1986 eine Partnerschaft mit der britischen Gemeinde Chittlehampton und seit 1998 mit der deutschen Gemeinde Gaukönigshofen.

## Sehenswürdigkeiten
- Kirche Notre-Dame-de-la-Nativité aus dem 12. Jahrhundert, Monument historique
- Schlösser aus dem 16. und 18. Jahrhundert

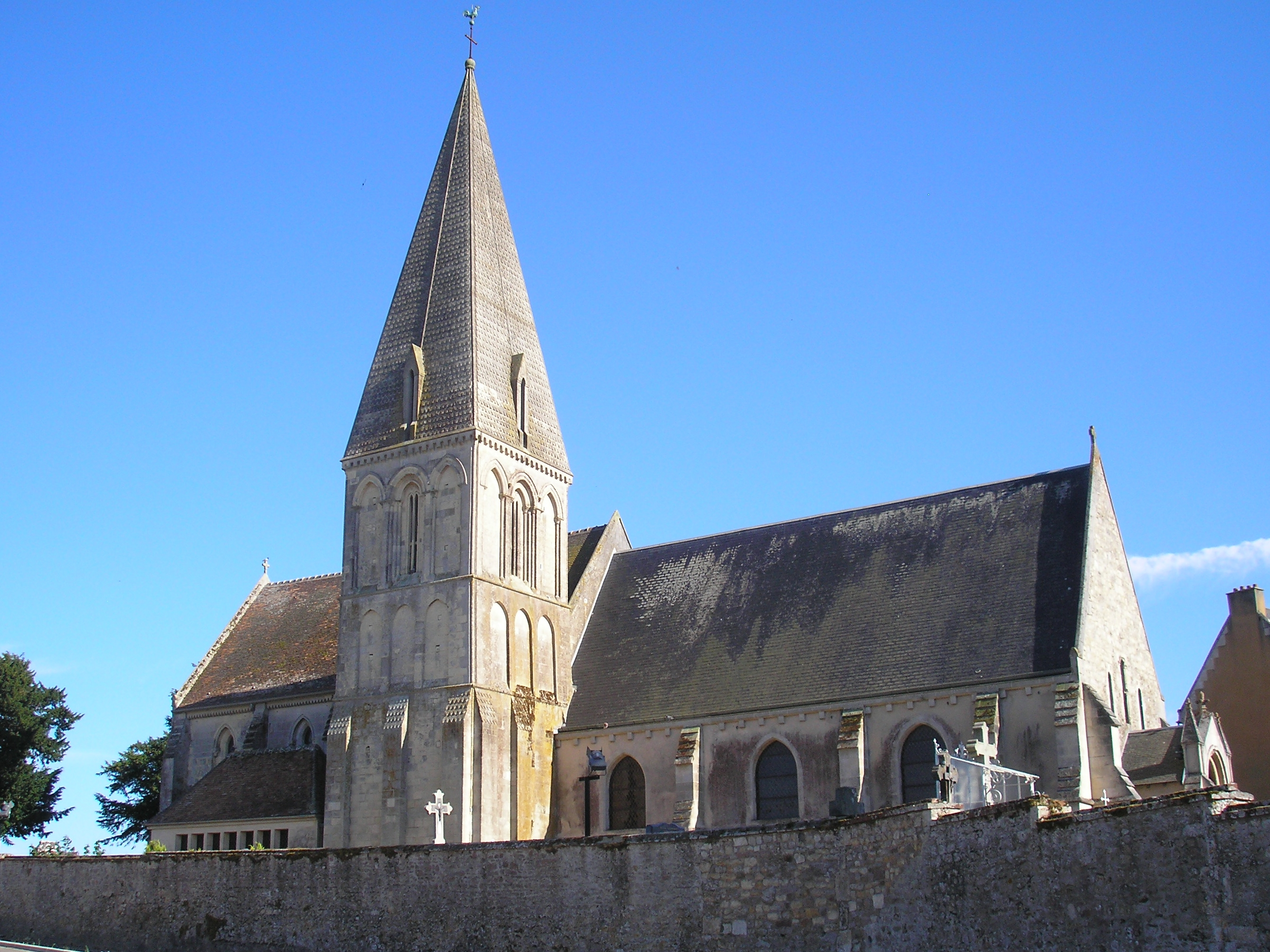
Kirche Notre-Dame-de-la-Nativité